# Off the Ground
Off the Ground é um álbum de estúdio do cantor britânico Paul McCartney, lançado em 1993. Como seu primeiro álbum de estúdio da década de 90, é também o seguimento do álbum Flowers in the Dirt de 1989, e tem muitas semelhanças com seu antecessor.

## Gravação
Quando as sessões para o álbum começou no outono de 1991, McCartney decidiu usar sua banda atual como músicos, a maioria dos quais já haviam aparecido em Flowers In The Dirt. Além disso, "Mistress and Maid" e "The Lovers That Never Were", saiu de sua colaboração com o compositor Elvis Costello, que fez sua apresentação sobre este álbum. Ao contrário de Flowers In The Dirt, Costello não aparece em Off The Ground.
Uma das principais diferenças entre Flowers In The Dirt e Off The Ground é o som mais magro, mais direto. Off The Ground tem um ambiente relaxante e natural, por comparação. Outra mudança é o interesse crescente de McCartney em questões sociais, seja o anti-rocker mordaz contra a crueldade dos animais ("Looking For Changes") ou cânticos por um mundo melhor ( "Hope Of Deliverance" e "C'Mon People").

## Lançamento
"Hope Of Deliverance" foi escolhido como o primeiro single, a ser lançado na última semana de Dezembro de 1992. Enquanto Off The Ground atingiu quinto lugar no Reino Unido e alcançou décimo sétimo lugar nos E.U.A. "Hope of Deliverance" conseguiu chegar ao décimo oitavo lugar no Reino Unido, onde "C'Mon People" se tornaria um hit também. Na Alemanha, o álbum foi particularmente bem sucedida e de platina, com "Hope of Deliverance" alcançando o terceiro lugar nas paradas.
Algumas semanas após o lançamento do álbum, McCartney lançou "The New World Tour", tendo muitos shows de sucesso em todo o mundo durante os meses de verão. Estes shows foram documentados no álbum Paul Is Live, que foi lançado no final de 1993.
Os pés na capa do álbum são de McCartney, sua esposa Linda e sua banda de turnê.

## Faixas
Todas as músicas por Paul McCartney, exceto onde indicado.
"Off the Ground"- 3:40 

"Looking for Changes" - 2:47 

"Hope of Deliverance"- 3:22 

"Mistress and Maid" (Paul McCartney / Declan MacManus) - 3:00 

"I Owe It All to You" - 4:51 

"Biker Like an Icon"- 3:26 

"Peace In The Neighbourhood" - 5:06 

"Golden Earth Girl" - 3:45 

"The Lovers That Never Were" (Paul McCartney / Declan MacManus) - 3:43 

"Get Out of My Way" - 3:32 

"Winedark Open Sea" - 5:27 

"Cmon People"- 7:42
- No final da última faixa, há uma faixa escondida, chamada "Cosmically Conscious", originalmente escrita por McCartney em 1968, quando estava nos Beatles, durante a meditação transcendental na Índia.

### Off The Ground: The Complete Works
Off The Ground: The Complete Works é um conjunto de dois discos lançados no Japão e na Holanda. Esta edição incluiu o uso raro de Paul McCartney de palavrões na música "Big Boys Bickering", uma canção de protesto. Outras canções notáveis nesta edição são "Long Leather Coat" e "Style Style".

#### Faixas do CD2
"Long Leather Coat" (McCartney / McCartney) 

"Keep Coming Back To Love" (McCartney / Stuart) 

"Sweet Sweet Memories" 

"Things We Said Today"(Lennon / McCartney) 

"Midnight Special"(Organizado por Led Better / Lomax) 

"Style Style" 

"I Can't Imagine" 

"Cosmically Conscious" - 4:39 

"Kicked Around No More" 

"Big Boys Bickering" 

"Down To The River" 

"Soggy Noodle"